# Hauptschwenda
Hauptschwenda ist ein Ortsteil der Stadt Neukirchen im nordhessischen Schwalm-Eder-Kreis.

## Geographie
Hauptschwenda liegt am westlichen Rand des Knüllgebirges am Urbach. Im Westen schließt sich die Schwalm an. Das Dorf liegt rund 5 km nordöstlich der Kernstadt Neukirchen. Die nächstgrößeren Städte sind Kassel (etwa 50 Kilometer nördlich), Marburg (etwa 40 Kilometer westlich), Fulda (etwa 40 Kilometer südöstlich) und Bad Hersfeld (etwa 25 Kilometer östlich). Im Ort treffen sich die Landesstraßen 3156 und 3161.

## Geschichte
Die älteste bekannte schriftliche Erwähnung von Hauptschwenda erfolgte unter dem Namen Eizicheswinden  im Jahr 1223. Weitere Erwähnungen erfolgten unter den Ortsnamen (in Klammern das Jahr der Erwähnung): Eyzingeswinden, Eyzigeswende (1317), Heintzichenswende (1360/67), Heinzswende (1419), Hengeschwenge (um 1516), Heidtschwenge (1530) und Hauptschwend (1551).
1506 wurde die Wallfahrt zur St. Annen-Kapelle genannt. Sie wurde nur kurze Zeit, nämlich bis 1527 durchgeführt. 1777 gab es im Ort schon eine Mühle.
Im Zuge der Gebietsreform in Hessen wurden zum 31. Dezember 1971 die bis dahin selbständigen Gemeinden Asterode, Christerode, Hauptschwenda, Nausis, Riebelsdorf und Rückershausen auf freiwilliger Basis nach Neukirchen eingegliedert. Für die eingegliederten Gemeinden sowie für die Kernstadt Neukirchen wurde je ein Ortsbezirk mit Ortsbeirat und Ortsvorsteher nach der Hessischen Gemeindeordnung gebildet.

## Bevölkerung
Einwohnerstruktur 2011
Nach den Erhebungen des Zensus 2011 lebten am Stichtag, dem 9. Mai 2011, in Hauptschwenda 159 Einwohner. Darunter waren keine Ausländer.
Nach dem Lebensalter waren 33 Einwohner unter 18 Jahren, 60 zwischen 18 und 49, 33 zwischen 50 und 64 und 36 Einwohner waren älter. Die Einwohner lebten in 60 Haushalten. Davon waren 12 Singlehaushalte, 15 Paare ohne Kinder und 24 Paare mit Kindern, sowie 6 Alleinerziehende und keine Wohngemeinschaften. In 12 Haushalten lebten ausschließlich Senioren und in 33 Haushaltungen lebten keine Senioren.
Einwohnerentwicklung
| Quelle: Historisches Ortslexikon |                                  |
| • 1585:                          | 20 Hausgesesse                   |
| • 1639:                          | 3 hausgesessene Männer, 5 Witwen |
| • 1681:                          | 9 Hausgesesse, ein Ausschuss     |
| • 1777:                          | 14 Wohnhäuser mit 94 Einwohnern  |

| Hauptschwenda: Einwohnerzahlen von 1834 bis 2020 | Hauptschwenda: Einwohnerzahlen von 1834 bis 2020 | Hauptschwenda: Einwohnerzahlen von 1834 bis 2020 | Hauptschwenda: Einwohnerzahlen von 1834 bis 2020 | Hauptschwenda: Einwohnerzahlen von 1834 bis 2020 |
| --- | ------------------------------------------------ | ------------------------------------------------ | ------------------------------------------------ | ------------------------------------------------ |
| Jahr |                                                  |                                                  |                                                  | Einwohner                                        |
| 1834 | 1834                                             |                                                  | 140                                              | 140                                              |
| 1840 | 1840                                             |                                                  | 147                                              | 147                                              |
| 1846 | 1846                                             |                                                  | 149                                              | 149                                              |
| 1852 | 1852                                             |                                                  | 144                                              | 144                                              |
| 1858 | 1858                                             |                                                  | 130                                              | 130                                              |
| 1864 | 1864                                             |                                                  | 128                                              | 128                                              |
| 1871 | 1871                                             |                                                  | 137                                              | 137                                              |
| 1875 | 1875                                             |                                                  | 127                                              | 127                                              |
| 1885 | 1885                                             |                                                  | 126                                              | 126                                              |
| 1895 | 1895                                             |                                                  | 133                                              | 133                                              |
| 1905 | 1905                                             |                                                  | 145                                              | 145                                              |
| 1910 | 1910                                             |                                                  | 155                                              | 155                                              |
| 1925 | 1925                                             |                                                  | 137                                              | 137                                              |
| 1939 | 1939                                             |                                                  | 145                                              | 145                                              |
| 1946 | 1946                                             |                                                  | 230                                              | 230                                              |
| 1950 | 1950                                             |                                                  | 219                                              | 219                                              |
| 1956 | 1956                                             |                                                  | 175                                              | 175                                              |
| 1961 | 1961                                             |                                                  | 182                                              | 182                                              |
| 1967 | 1967                                             |                                                  | 199                                              | 199                                              |
| 1980 | 1980                                             |                                                  | ?                                                | ?                                                |
| 1990 | 1990                                             |                                                  | ?                                                | ?                                                |
| 2000 | 2000                                             |                                                  | ?                                                | ?                                                |
| 2011 | 2011                                             |                                                  | 159                                              | 159                                              |
| 2020 | 2020                                             |                                                  | 161                                              | 161                                              |
| Datenquelle: Historisches Gemeindeverzeichnis für Hessen: Die Bevölkerung der Gemeinden 1834 bis 1967. Wiesbaden: Hessisches Statistisches Landesamt, 1968. Weitere Quellen: LAGIS; Stadt Neustadt; Zensus 2011 |                                                  |                                                  |                                                  |                                                  |

Historische Religionszugehörigkeit
| Quelle: Historisches Ortslexikon |                                                                   |
| • 1861:                          | 128 evangelisch-reformierte Einwohner                             |
| • 1885:                          | 126 evangelische (= 100 %) Einwohner                              |
| • 1961:                          | 171 evangelische (= 93,96 %), 10 katholische (= 5,49 %) Einwohner |

Historische Erwerbstätigkeit
| • 1777: | ein Schmied, ein Wagner, drei Leineweber (die Ackerleute sind), zwei Tagelöhner                                                      |
| • 1838  | Familien: 13 Ackerbau, 5 Gewerbe, 4 Tagelöhner                                                                                       |
| • 1961  | Erwerbspersonen: 45 Land- und Forstwirtschaft, 30 produzierendes Gewerbe, zwei Handel und Verkehr, 18 Dienstleistungen und Sonstiges |

## Politik
Für Hauptschwenda besteht ein Ortsbezirk (Gebiete der ehemaligen Gemeinde Hauptschwenda) mit Ortsbeirat und Ortsvorsteher nach der Hessischen Gemeindeordnung. Der Ortsbeirat besteht aus fünf Mitgliedern.
Bei den Kommunalwahlen in Hessen 2021 betrug die Wahlbeteiligung zum Ortsbeirat Hauptschwenda 66,67 %. Alle Kandidaten gehörten der „Einheitsliste Hauptschwenda“ an. Der Ortsbeirat wählte Christian Gajzler zum Ortsvorsteher.

## Kulturdenkmäler
Für die unter Denkmalschutz stehenden Kulturdenkmäler des Ortes siehe die Liste der Kulturdenkmäler in Hauptschwenda.